# 骨壺

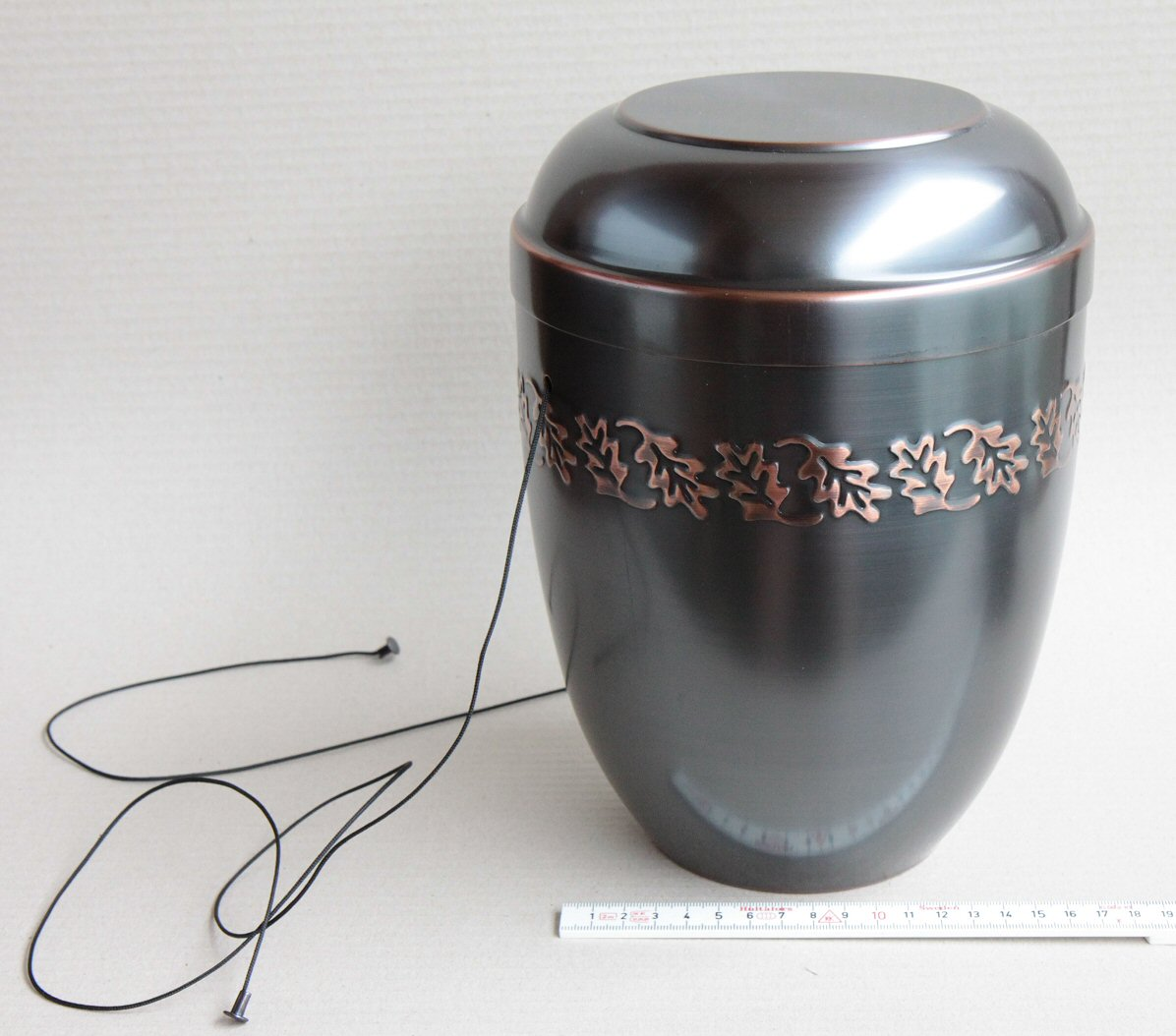
正面から見た骨壺

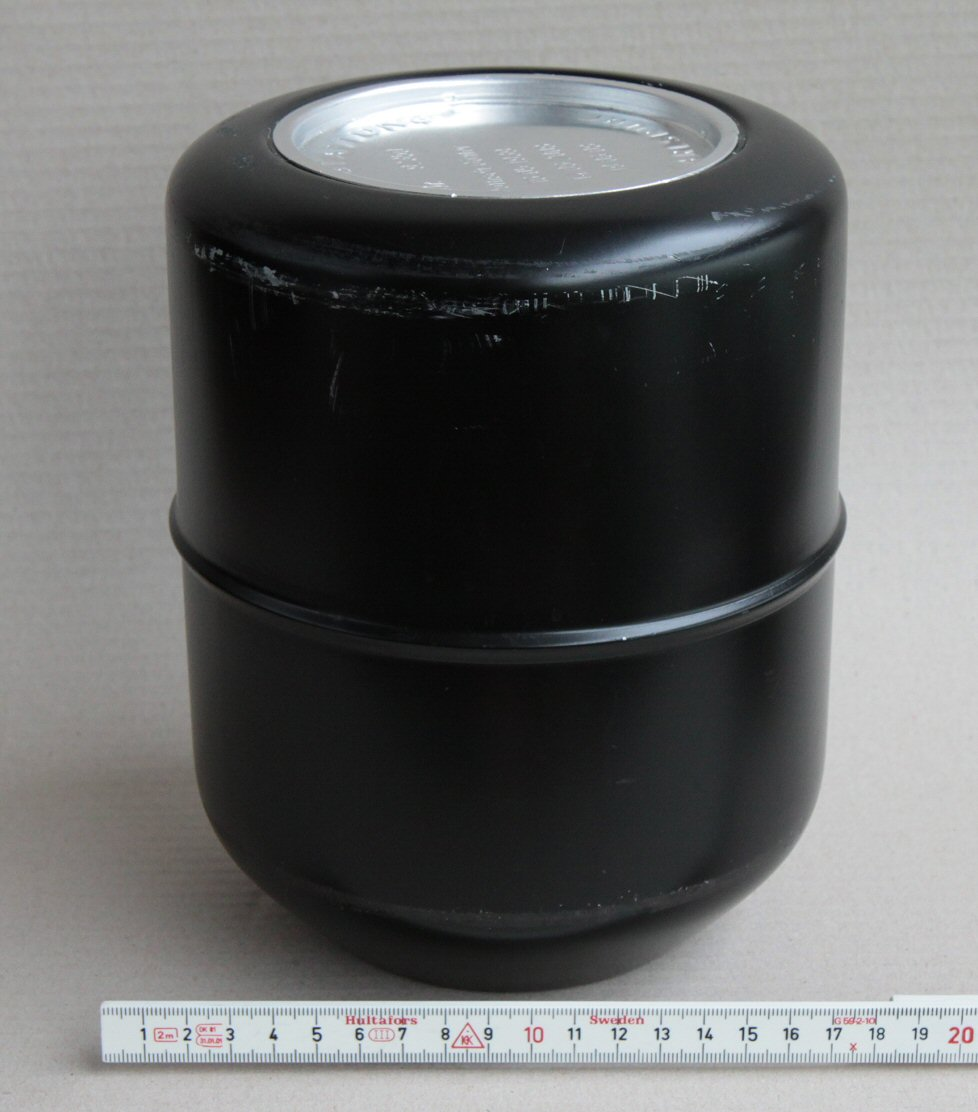

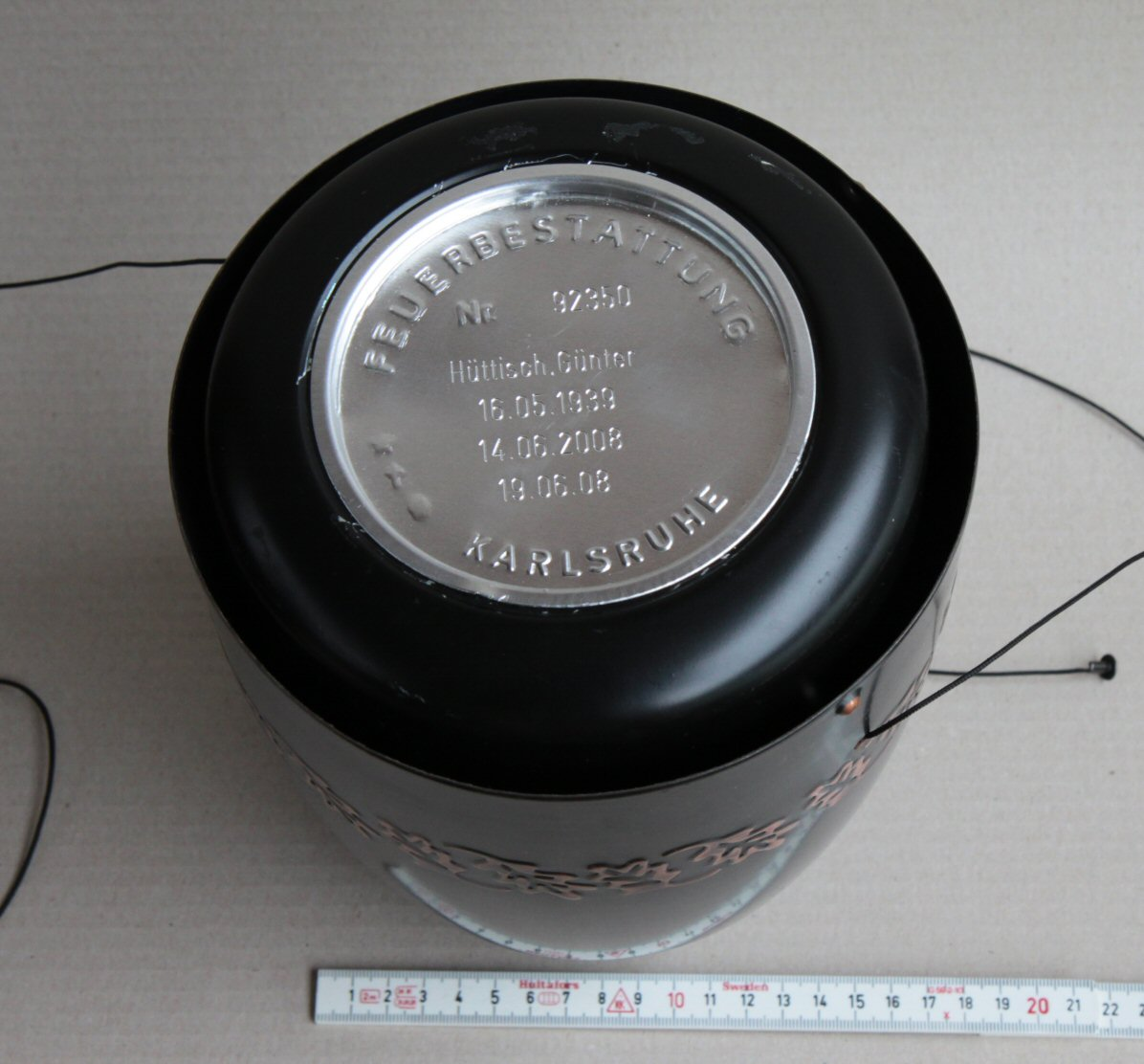

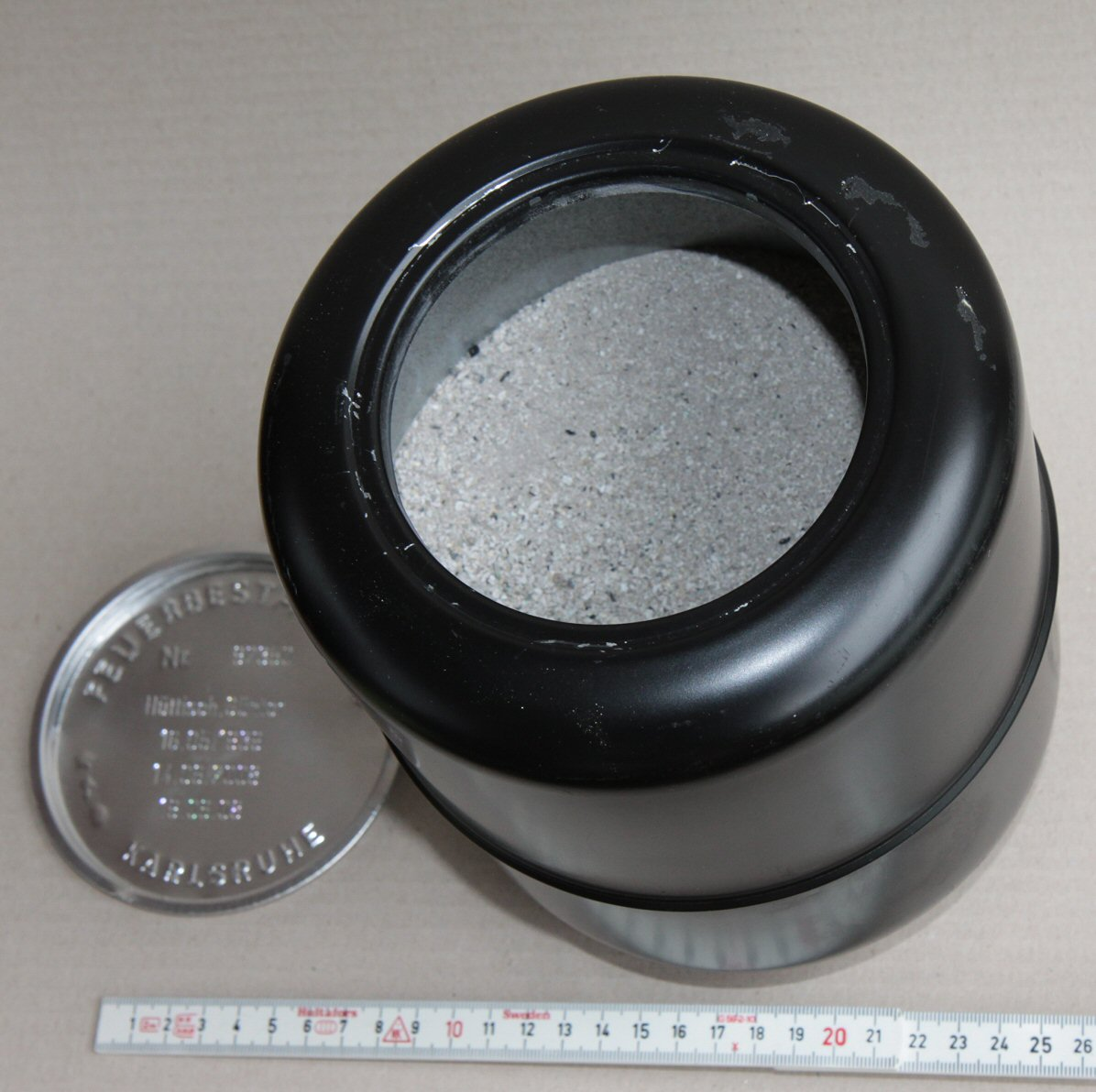
骨壺を開けたところ

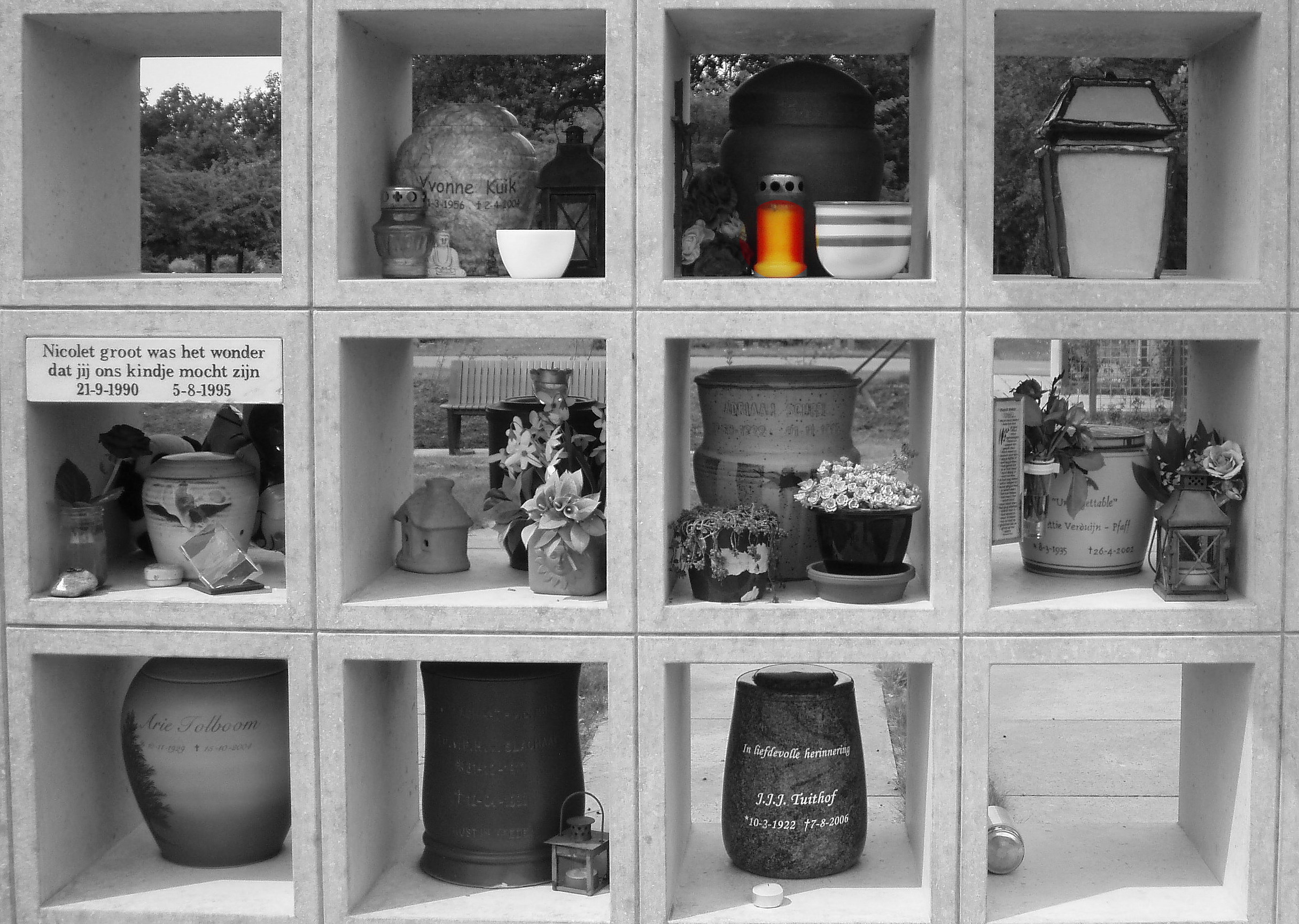
様々な骨壺

骨壺（こつつぼ、英: Urn）は、人および動物の遺骨を収めるための容器である。

## 歴史
古代においては蔵骨器（または骨蔵器）とよばれ、土師器や須恵器の甕（かめ）を転用したものが多かったが、金属製のものや石をくりぬいたものなど、多様性に富んでいた。蓋や本体に銘文が陰刻されることも多く、きわめて貴重な金石文史料である。中世においても、常滑焼、瀬戸焼、信楽焼などの大衆的な陶器が用いられ、五輪塔などの石造物の下ややぐら内に埋納された。

## 素材・意匠
日本
現代でも陶磁器使用がメインである。最近ではデザインも多彩となり、中には終活の一環で自ら絵付けしたものを生前に選定しておくことも行われるようになった。またペットにも骨壺が使用されるようになった。
アメリカ
アメリカで流通している骨壷は、陶器製はもちろんのこと金属製やガラス製も存在し、意匠が凝らされたものもある。土葬が主流のため、一般的とは言えないが、斎場だけでなくコストコなどのショッピングセンターで販売されていることもある。

## 形態・使用方法
骨壺の形状は古代以来おおむね円形である。通常骨を納めた骨壺をそのまま使用することはない。白木の骨箱に納め、色や柄の付いた骨覆を上から被せる。布張りの骨箱を使用する場合は骨覆を用いない。一部地域では焼骨を骨壺ではなく直接骨箱に納める。また箱でなく骨袋とよばれる小さい布製の袋であることもある（おもに分骨用）。近代の戦死者のように白木の箱のみであることもあった。
葬儀後は骨壺ごと墓石の下のカロウト（唐櫃）に埋葬（埋骨）するか、骨壺より取り出して骨を埋める。骨壺は腐食せずに半永久の使用が可能なので、寺院の納骨堂や納骨室に安置されることもある。

## 地域性
西日本では部分収骨のため、骨壺は小さいが（拾い切れなかった骨は、霊園の共同墓地に埋葬されたり、細かく砕かれゴルフ場の芝生や花卉栽培農家の肥料になったりする）、東日本では骨をすべて収納するため大型である。なお、琉球では厨子甕とよばれる石製、陶器製のものが骨壺であった。それ自体が礼拝の対象に堪えうる外見をなしている。